# Terrebonne megye
Terrebonne megye az Amerikai Egyesült Államokban, azon belül Louisiana államban található. Megyeszékhelye és legnagyobb városa Houma. Lakosainak száma 109 580 fő (2020. április 1.). Terrebonne megye Assumption, Lafourche és St. Mary megyékkel határos.

## Népesség
A megye népességének változása:
| Lakosok száma | 111 557 | 111 632 | 111 713 | 112 749 | 113 972 | 109 580 |
|               | 2010    | 2011    | 2012    | 2013    | 2015    | 2020    |